# Konrad Irmschler
Konrad Irmschler (* 1940 in Berlin) ist ein ehemaliger deutscher Radrennfahrer und nationaler Meister im Radsport.

## Sportliche Laufbahn
Irmschler war Spezialist für Kurzstreckenrennen auf der Bahn. Er wurde 1960 und 1963 DDR-Meister im Tandemrennen mit seinem Partner Jürgen Simon. 1961 belegten beide den zweiten Rang bei den Meisterschaftsrennen. 1961 gewann er bei den DDR-Meisterschaften im Sprint die Bronzemedaille, sowie Silber auf dem Tandem. Er wurde 1960 DDR-Meister mit seinem Vereinskameraden Konrad Nentwig im Zweier-Mannschaftsfahren. Anfang der 1960er Jahre war er Mitglied der DDR-Bahn-Nationalmannschaft. Irmschler startete für den SC Einheit Berlin (später SC Dynamo Berlin).